# Castello Scaligero (Torri del Benaco)
Il castello scaligero di Torri del Benaco è una fortezza di presumibile origine romana situata a Torri del Benaco, in provincia di Verona. Consta di tre torri (che danno il nome al comune che le ospita) ed un mastio e al suo interno ospita un museo etnografico sulle tradizioni locali dei pescatori del lago di Garda (Benaco) e degli abitanti dell'entroterra dell'Alto Garda.
È prossimo ad un altro castello scaligero, il castello scaligero di Malcesine.

## Storia
Secondo gli storici, Torri del Benaco - posta a mezza via fra Peschiera del Garda e Riva del Garda - potrebbe essere stato un castrum romano e, come tale, venne difeso e forticato dalle legioni romane insediatesi sulla sponda orientale del lago di Garda (Benaco) (15 a.C., tempo del consolato di Tiberio e Druso maggiore). A testimoniarlo è la torre posta a occidente, sicuramente antecedente e nettamente diversa, sul piano architettonico, rispetto alle altre due.
La struttura complessiva, comunque, potrebbe risalire al X secolo, ovvero al tempo di Berengario del Friuli re d'Italia il quale avrebbe fatto restaurare un preesistente maniero per predisporre una difesa efficace a protezione del monte Baldo e soprattutto in funzione degli attacchi degli Ungari che imperversavano nella pianura padana.
Contigue al castello Berengario fece erigere delle mura a cortina i cui resti sono tuttora visibili tra il centro storico di Torri e la Gardesana. A Berengario è attribuita anche l'edificazione della torre che porta il suo nome situata in piazza della Chiesa.
Nel XIV secolo, e precisamente nel 1383, Antonio della Scala, ultimo signore dei Della Scala, affidò a Bonaventura Prendilacqua i lavori di ristrutturazione del castello, come ricorda una lapide sul lato ovest della torre occidentale. In tempi successivi, bastarono pochi giorni di assalti ai signori Visconti di Milano per espugnare la fortezza.
A inizio del XV secolo toccò ai veneziani della Serenissima Repubblica veneziana (1405) subentrare nel possesso del castello, peraltro ormai avviato al proprio declino culminato trecento anni dopo nell'abbattimento della cinta muraria esterna in cui vece fu inserito (1760) un più pacifico agrumeto con tanto di limonara.

### Restauro
Fino al 1980 il castello è rimasto in totale abbandono. L'intervento della popolazione di Torri del Benaco, sostenuta dall'amministrazione comunale, ha permesso di portare avanti un'opera di recupero del complesso, completata nel 1983 e culminata nell'inaugurazione del Museo del Castello Scaligero, la cui principale attrazione è, appunto, assieme ai camminamenti, la serra degli agrumi.

## Museo
Il museo etnografico sulla cultura gardesana illustra e testimonia gli aspetti storici di Torri e dell'Alto Garda in senso lato, con specifiche sezioni che spaziano attraverso varie tematiche: l'olivicoltura, la pesca, le incisioni rupestri di Torri del Benaco.
Un plastico raffigura il centro storico della Torri di inizio XX secolo. Completa la visita un'escursione all'orto botanico che ospita le principali piante della costa e dell'entroterra gardesano.

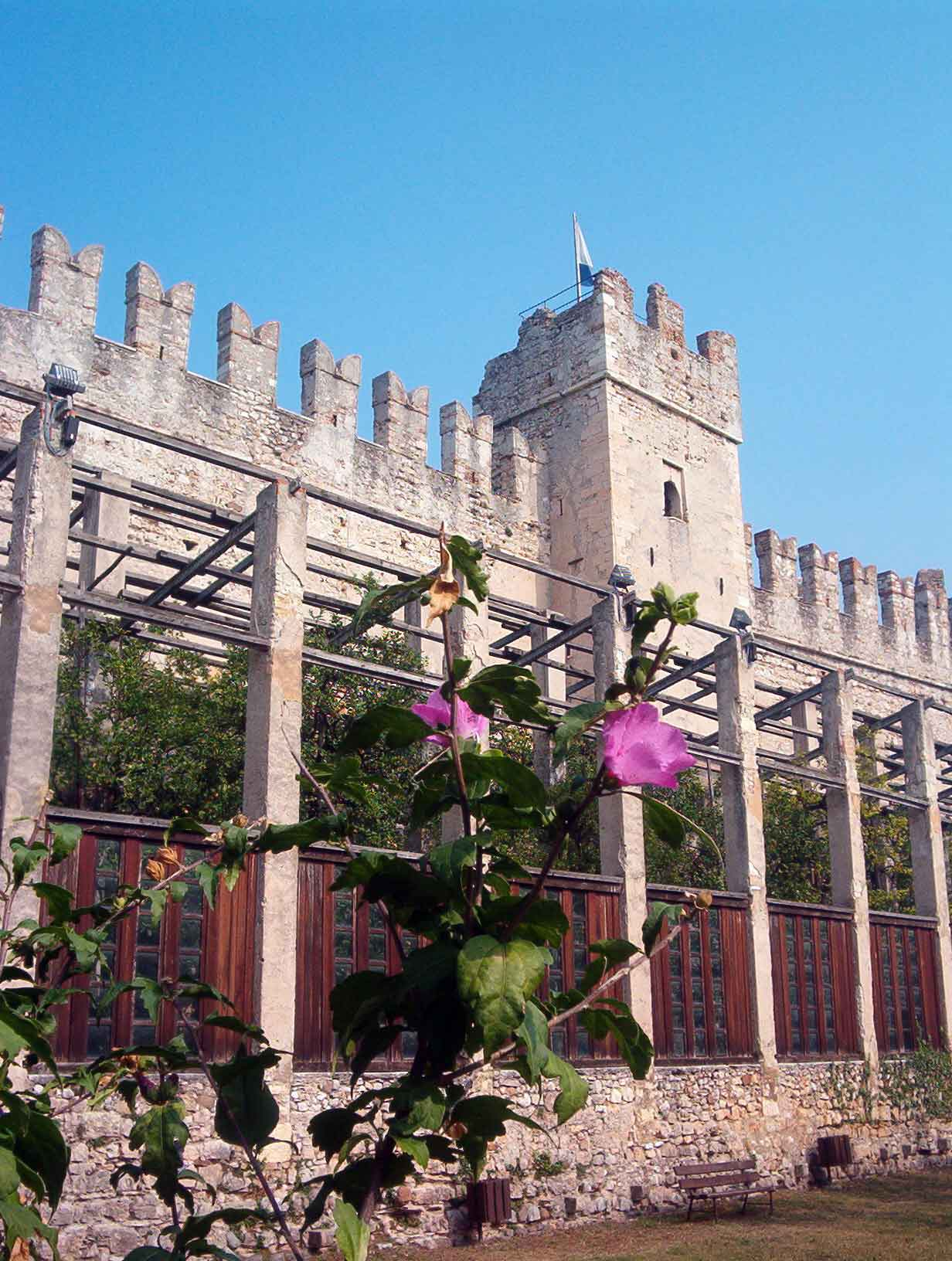
La limonaia del castello

Il museo si sviluppa nelle seguenti sezioni:
1. la zona del pozzo
2. la sala dei calafati
3. la sala dell'oliva e il torchio
4. la sala della pesca
5. la serra dei limoni
6. la sala degli "Antichi Originari"
7. la sala del plastico
8. la sala delle incisioni rupestri
9. il panorama dai camminamenti

## Nella cultura di massa
Nella limonaia di questo castello è stato girato il videoclip della canzone Angelo del cantante Francesco Renga